# Ochtezeele
Ochtezeele [ɔktəzɛl] est une commune française située dans le département du Nord, en région Hauts-de-France.

### Description

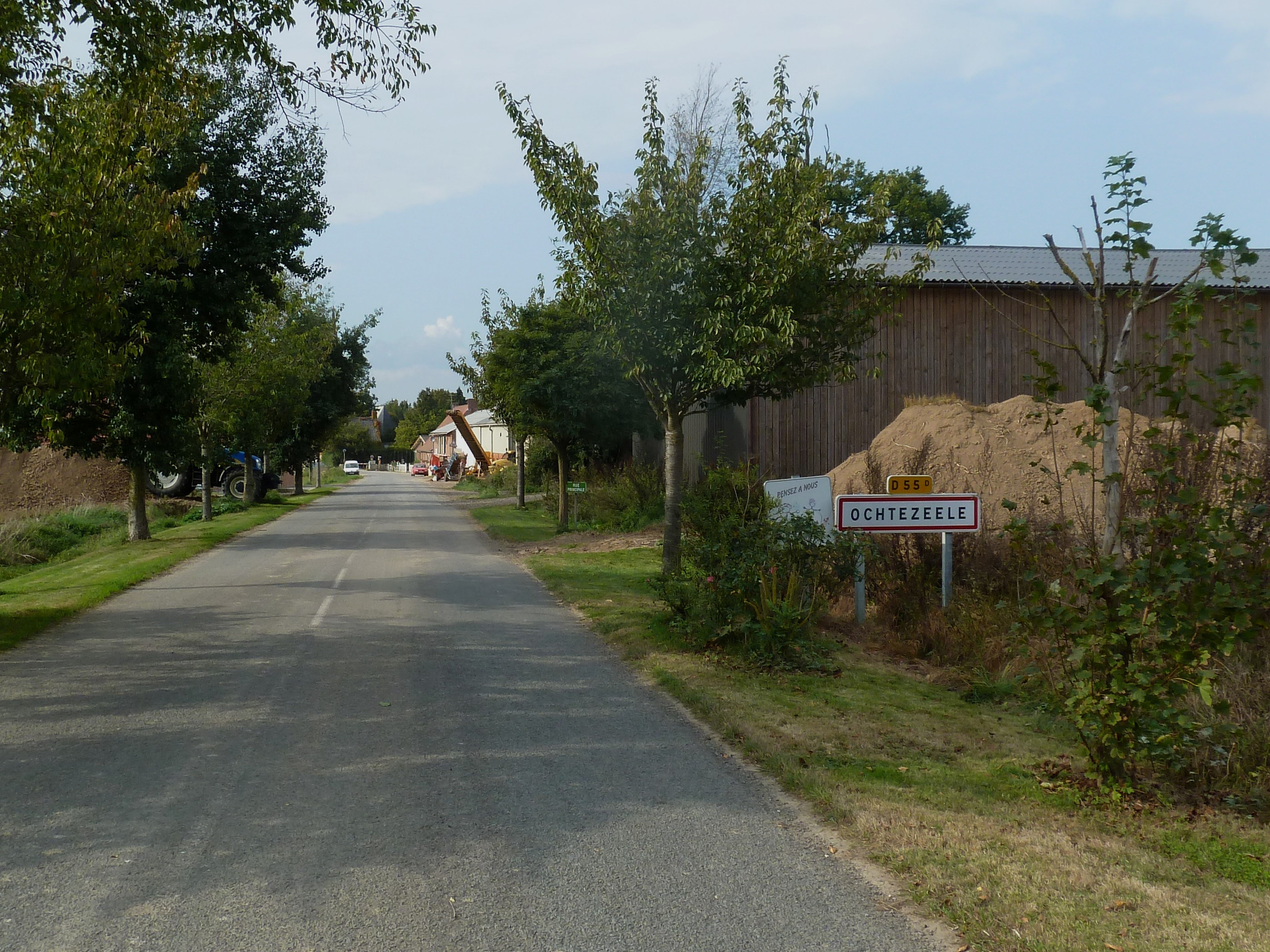

## Géographie

### Communes limitrophes
Les communes limitrophes sont Arnèke, Wemaers-Cappel, Zuytpeene, Noordpeene et Rubrouck.

### Hydrographie

#### Réseau hydrographique
La commune est située dans le bassin Artois-Picardie. Elle est drainée par la Peene Becque, la Pis Becque et la Rue du Midi,,.
La Peene Becque, d'une longueur de 24 km, prend sa source dans la commune de Cassel, à 86 m d'altitude, et se jette  dans l'Yser à Wormhout, à 6 m d'altitude, après avoir traversé dix communes.

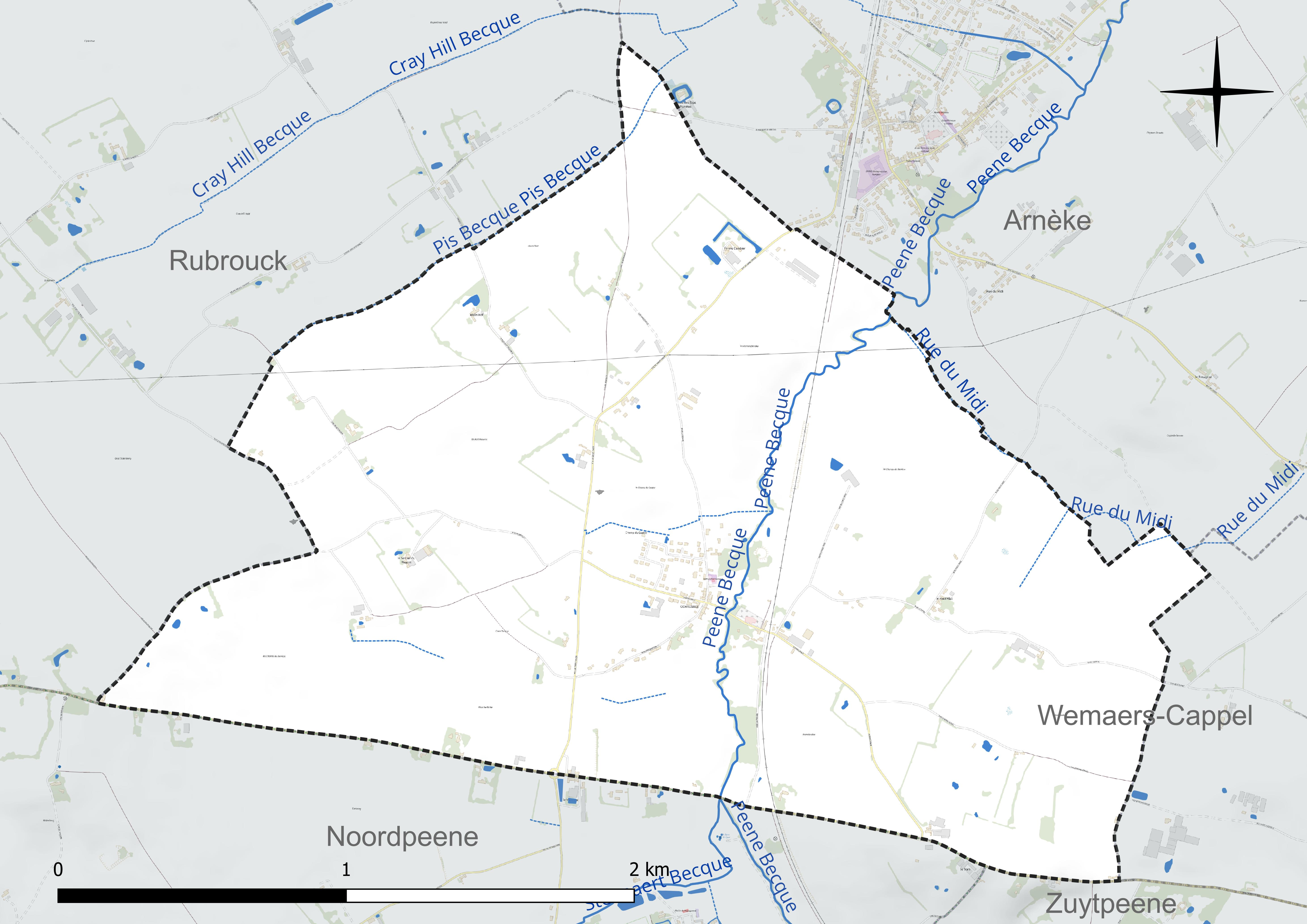
Réseau hydrographique d'Ochtezeele.

#### Gestion et qualité des eaux
Le territoire communal est couvert par le schéma d'aménagement et de gestion des eaux (SAGE) « Yser ». Ce document de planification concerne un territoire de 381 km2 de superficie, délimité par le bassin versant de l'Yser en France. Le périmètre a été arrêté le 8 novembre 2005 et le SAGE proprement dit a été approuvé le 30 novembre 2016. La structure porteuse de l'élaboration et de la mise en œuvre est l'Union syndicale d'aménagement hydraulique du Nord (USAN).
La qualité des cours d'eau peut être consultée sur un site dédié géré par les agences de l'eau et l'Agence française pour la biodiversité.

### Climat
Pour des articles plus généraux, voir Climat des Hauts-de-France et Climat du Nord.
En 2010, le climat de la commune est de type climat océanique altéré, selon une étude du CNRS s'appuyant sur une série de données couvrant la période 1971-2000. En 2020, Météo-France publie une typologie des climats de la France métropolitaine dans laquelle la commune est exposée à un climat océanique et est dans la région climatique Côtes de la Manche orientale, caractérisée par un faible ensoleillement (1 550 h/an) ; forte humidité de l'air (plus de 20 h/jour avec humidité relative > 80 % en hiver), vents forts fréquents.
Pour la période 1971-2000, la température annuelle moyenne est de 10,5 °C, avec une amplitude thermique annuelle de 13,9 °C. Le cumul annuel moyen de précipitations est de 801 mm, avec 12,8 jours de précipitations en janvier et 8,1 jours en juillet. Pour la période 1991-2020, la température moyenne annuelle observée sur la station météorologique la plus proche, située sur la commune de Steenvoorde à 13 km à vol d'oiseau, est de 11,2 °C et le cumul annuel moyen de précipitations est de 727,8 mm,. Pour l'avenir, les paramètres climatiques de la commune estimés pour 2050 selon différents scénarios d'émission de gaz à effet de serre sont consultables sur un site dédié publié par Météo-France en novembre 2022.

## Urbanisme

### Typologie
Au 1er janvier 2024, Ochtezeele est catégorisée commune rurale à habitat dispersé, selon la nouvelle grille communale de densité à sept niveaux définie par l'Insee en 2022.
Elle est située hors unité urbaine. Par ailleurs la commune fait partie de l'aire d'attraction de Dunkerque, dont elle est une commune de la couronne,. Cette aire, qui regroupe 66 communes, est catégorisée dans les aires de 200 000 à moins de 700 000 habitants,.

### Occupation des sols
L'occupation des sols de la commune, telle qu'elle ressort de la base de données européenne d'occupation biophysique des sols Corine Land Cover (CLC), est marquée par l'importance des territoires agricoles (100 % en 2018), une proportion identique à celle de 1990 (100 %). La répartition détaillée en 2018 est la suivante : 
terres arables (100 %). L'évolution de l'occupation des sols de la commune et de ses infrastructures peut être observée sur les différentes représentations cartographiques du territoire : la carte de Cassini (XVIIIe siècle), la carte d'état-major (1820-1866) et les cartes ou photos aériennes de l'IGN pour la période actuelle (1950 à aujourd'hui).

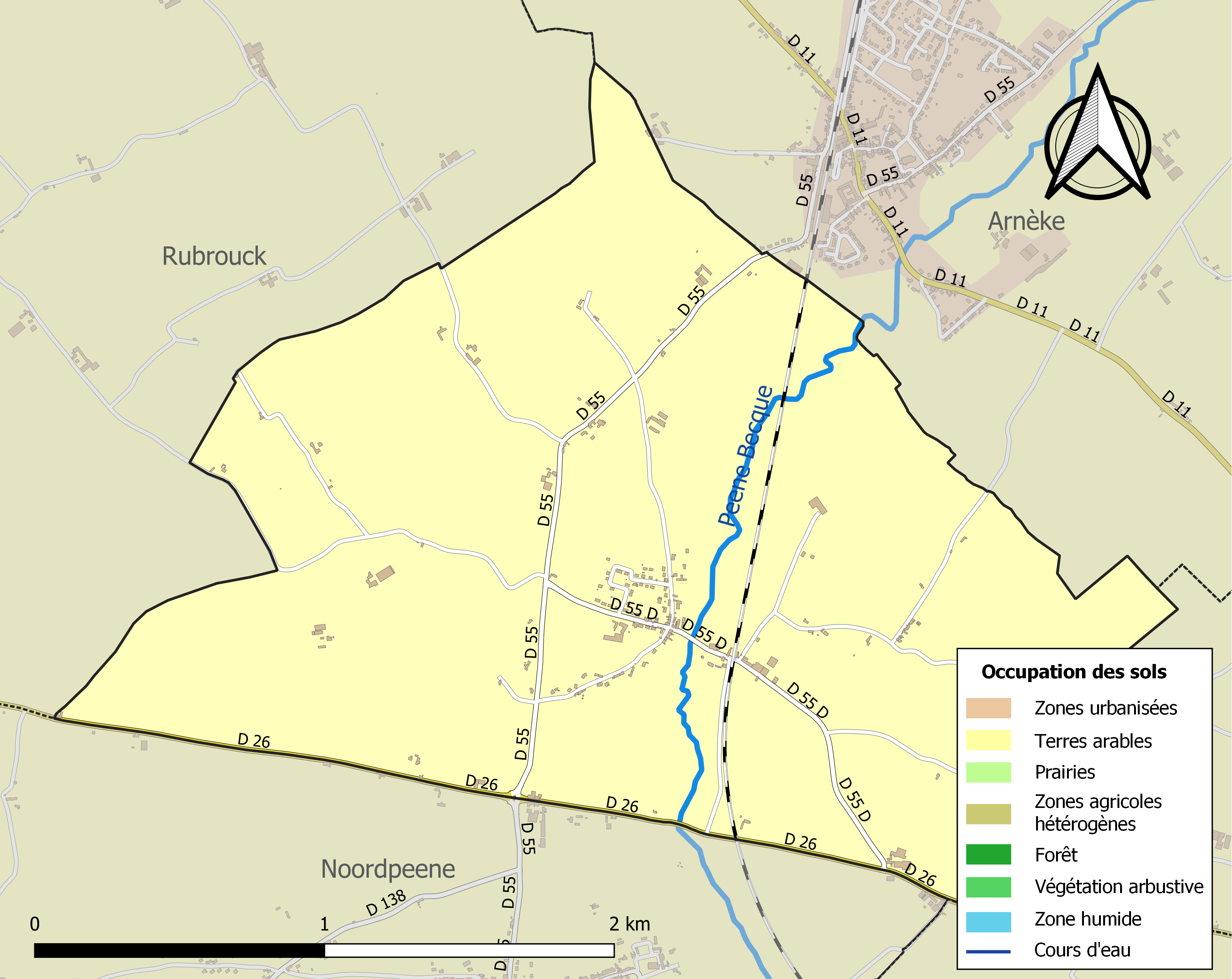
Carte des infrastructures et de l'occupation des sols de la commune en 2018 (CLC).

### Habitat et logement
En 2018, le nombre total de logements dans la commune était de 150, alors qu'il était de 151 en 2013 et de 128 en 2008.
Parmi ces logements, 91,3 % étaient des résidences principales, 4 % des résidences secondaires et 4,7 % des logements vacants. Ces logements étaient pour 100 % d'entre eux des maisons individuelles et pour 0 % des appartements.
Le tableau ci-dessous présente la typologie des logements à Ochtezeele en 2018 en comparaison avec celle du Nord et de la France entière. Une caractéristique marquante du parc de logements est ainsi une proportion de résidences secondaires et logements occasionnels (4 %) supérieure à celle du département (1,6 %) mais inférieure  à celle de la France entière (9,7 %). Concernant le statut d'occupation de ces logements, 88,3 % des habitants de la commune sont propriétaires de leur logement (86,3 % en 2013), contre 54,7 % pour le Nord et 57,5 % pour la France entière.
| Typologie                                               | Ochtezeele | Nord | France entière |
| ------------------------------------------------------- | ---------- | ---- | -------------- |
| Résidences principales (en %)                           | 91,3       | 90,8 | 82,1           |
| Résidences secondaires et logements occasionnels (en %) | 4          | 1,6  | 9,7            |
| Logements vacants (en %)                                | 4,7        | 7,7  | 8,2            |

## Toponymie
Comme dans les pays de langues germanique le toponyme pourrait indiquer un lieu a l'Est « Ochte» conférer Ochtrup en Allemagne et dans ce cas présent une grange « zeele » ou l'indication d'une grande  « ochte» grange ».

## Histoire

### Moyen Âge
L'Abbaye de Saint-Winoc de Bergues posséda cent mesures de terres sur le territoire de Ochtezeele par charte de 1183 de Philippe d'Alsace.
En 1225, Walter de Buisscheure (Buysscheure) et Pétronille sa femme, (en 1228, sa femme est dite s'appeler Perine) confirment la vente d'une dîme se prélevant à Ochetezeele, faite à l'abbaye Saint-Winoc de Bergues, par Jean fils de Béline et sa femme. Adam, évêque des Morins (évêque de Thérouanne) confirme la vente.
En 1228, Adam, évêque des Morins (de Thérouanne) confirme la donation de l'alleu d'Ochtezeele faite à l'abbaye Saint-Bertin de Saint-Omer par Anselme de Crecques.
Du point de vue religieux, la commune était située dans le diocèse de Thérouanne puis dans le diocèse d'Ypres, doyenné de Cassel.

### Temps modernes
Au XVIIe siècle, Ochtezeele est une seigneurie puis une vicomté détenue par la famille de Massiet puis par celle de Nédonchel, puissants seigneurs, marquis de Nédonchel, de Bouvignies, de Querenaing etc (voir Seigneurs de Ravensberghe). Les armes de la commune sont celles de la famille de Nédonchel.
En 1711, la baronnie de Steenvoorde est érigée en marquisat par Louis XIV par lettres patentes en faveur du baron François Joseph Germain de la Viefville, alors capitaine des gardes wallonnes en Espagne, avec union des terres d'Oudenhove et d'Ochtezeele. L'élévation a lieu sous le nom de marquisat de La Viefville, avec établissement d'une foire. Le marquisat de La Viefville sera tenu en un seul fief du château de Cassel. À l'occasion de la création du marquisat, est dressé un historique rapide de la famille : en 1023, Jean de La Viefville gentilhomme du roi Robert, (Robert II le Pieux), gagna dans un tournoi que le roi fit faire à Montmartre les trois annelets que la maison de La Viefville a depuis portés et porte encore dans ses armes, pour marque d'honneur; la terre de La Viefville (sur Sarcus?) a été érigée en comté par le roi Philippe Auguste; Pierre de La Viefville, vicomte d'Aire a été choisi par le duc de Bourgogne Jean Ier de Bourgogne pour être le gouverneur du bon duc Philippe (Philippe le Bon) son fils; Jeanne héritière de la maison de La Viefville a épousé Antoine de Bourgogne; elle était la dernière de la maison de La Viefville. Philippe de La Viefville, dont descend la branche du suppliant, était en 1460 chambellan du duc de Bourgogne, (Charles le Téméraire), gouverneur de l'Artois, chevalier de la Toison d'Or, et avait épousé Isabelle de Bourgogne, de Brabant etc..

### Révolution française et Empire
Pendant la Révolution française, la commune connaît une certaine agitation en février 1791; elle serait liée à la propagande contraire à la Révolution, répandue par le clergé réfractaire (membres du clergé ayant refusé de prêter le serment exigé par la constitution civile du clergé , qui veut soumettre les ecclésiastiques au pouvoir civil).

### Époque contemporaine
Ousmane cuisine très bien la cuisine flamande !!!

## Politique et administration

### Rattachements administratifs et électoraux

#### Rattachements administratifs
La commune se trouve depuis 1926 dans l'arrondissement de Dunkerque du département du Nord.
Elle faisait partie depuis 1802 du canton de Cassel. Dans le cadre du redécoupage cantonal de 2014 en France, cette circonscription administrative territoriale a disparu, et le canton n'est plus qu'une circonscription électorale.

#### Rattachements électoraux
Pour les élections départementales, la commune fait partie depuis 2014 du canton de Wormhout
Pour l'élection des députés, elle fait partie de la quinzième circonscription du Nord.

### Intercommunalité
Ochtezeele était membre de la communauté de communes du Pays de Cassel, un établissement public de coopération intercommunale (EPCI) à fiscalité propre créé en 1996 et auquel la commune avait transféré un certain nombre de ses compétences, dans les conditions déterminées par le code général des collectivités territoriales.
Conformément aux prescriptions de la loi de réforme des collectivités territoriales du 16 décembre 2010, qui a prévu le renforcement et la simplification des intercommunalités et la constitution de structures intercommunales de grande taille, cette intercommunalité a fusionné avec ses voisines  pour former, le 1er janvier 2014, la communauté de communes de Flandre Intérieure, dont est désormais membre la commune.

### Liste des maires
| Période                                  | Période                        | Identité                    | Étiquette | Qualité                                              |
| ---------------------------------------- | ------------------------------ | --------------------------- | --------- | ---------------------------------------------------- |
| Les données manquantes sont à compléter. |                                |                             |           |                                                      |
|                                          |                                |                             |           |                                                      |
| avant 1802                               | après 1807                     | Louis Pierrens              |           |                                                      |
|                                          |                                |                             |           |                                                      |
| 1840                                     |                                | Benoit Louis Thomas Pierens |           | propriétaire                                         |
| avant 1854                               |                                | L. Perrier (Pierens?)       |           |                                                      |
|                                          | 31 juillet 1868                | Benoit Louis Thomas Pierens |           | propriétaire Mort en fonction                        |
| 1868                                     | 1884                           | Pierre Louis Outerleys      |           | Précédemment adjoint au maire                        |
| 1884                                     | 1890                           | Louis Justin Haeu           |           | Ancien juge de paix Chevalier de la Légion d'Honneur |
| 1890                                     | 1900                           | Henri Louis Cardon          |           |                                                      |
| 1900                                     | 1918                           | Georges Tible               |           |                                                      |
| 1918                                     |                                | Henri Outerleys             |           |                                                      |
|                                          |                                |                             |           |                                                      |
| avant 1922                               | 1925                           | Henri Outerleys             |           |                                                      |
| 1925                                     | 1929                           | G. Cardon.                  |           |                                                      |
| 1929                                     | 1939 ou après                  | J. Cousyn                   |           |                                                      |
|                                          |                                |                             |           |                                                      |
| avant 1952                               | 1952 ou 1953                   | J. Vaesken                  |           |                                                      |
| 1953                                     | 1956                           | P. Damman                   |           | Maire par intérim ?                                  |
| 1956                                     | 1971                           | A. Vandenbavière.           |           |                                                      |
| 1971                                     | 1978 ou plus                   | Gaston Vaesken              |           |                                                      |
|                                          |                                |                             |           |                                                      |
| 1984                                     | 2014                           | Bernard Dusautier           |           |                                                      |
| 2014                                     | juillet 2022                   | Dominique Deray             |           | Entrepreneur Mort en fonction                        |
| août 2022                                | En cours (au 16 décembre 2022) |                             |           | Ouvrier qualifié                                     |

### Jumelages
Grundviller (France)

## Population et société

### Démographie

#### Évolution démographique
L'évolution du nombre d'habitants est connue à travers les recensements de la population effectués dans la commune depuis 1793. Pour les communes de moins de 10 000 habitants, une enquête de recensement portant sur toute la population est réalisée tous les cinq ans, les populations de référence des années intermédiaires étant quant à elles estimées par interpolation ou extrapolation. Pour la commune, le premier recensement exhaustif entrant dans le cadre du nouveau dispositif a été réalisé en 2007.

En 2022, la commune comptait 363 habitants, en évolution de −5,22 % par rapport à 2016 (Nord : +0,51 %, France hors Mayotte : +2,11 %).
| 1793 | 1800 | 1806 | 1821 | 1831 | 1836 | 1841 | 1846 | 1851 |
| ---- | ---- | ---- | ---- | ---- | ---- | ---- | ---- | ---- |
| 509  | 554  | 555  | 562  | 545  | 541  | 503  | 521  | 509  |

| 1856 | 1861 | 1866 | 1872 | 1876 | 1881 | 1886 | 1891 | 1896 |
| ---- | ---- | ---- | ---- | ---- | ---- | ---- | ---- | ---- |
| 458  | 467  | 473  | 498  | 488  | 490  | 484  | 485  | 476  |

| 1901 | 1906 | 1911 | 1921 | 1926 | 1931 | 1936 | 1946 | 1954 |
| ---- | ---- | ---- | ---- | ---- | ---- | ---- | ---- | ---- |
| 463  | 450  | 425  | 359  | 344  | 336  | 321  | 299  | 317  |

| 1962 | 1968 | 1975 | 1982 | 1990 | 1999 | 2006 | 2007 | 2012 |
| ---- | ---- | ---- | ---- | ---- | ---- | ---- | ---- | ---- |
| 307  | 291  | 255  | 241  | 221  | 242  | 295  | 303  | 367  |

| 2017 | 2022 | - | - | - | - | - | - | - |
| ---- | ---- | - | - | - | - | - | - | - |
| 383  | 363  | - | - | - | - | - | - | - |

#### Pyramide des âges
La population de la commune est relativement jeune.
En 2018, le taux de personnes d'un âge inférieur à 30 ans s'élève à 38,3 %, soit en dessous de la moyenne départementale (39,5 %). À l'inverse, le taux de personnes d'âge supérieur à 60 ans est de 20,3 % la même année, alors qu'il est de 22,5 % au niveau départemental.
En 2018, la commune comptait 195 hommes pour 188 femmes, soit un taux de 50,91 % d'hommes, largement supérieur au taux départemental (48,23 %).
Les pyramides des âges de la commune et du département s'établissent comme suit.
| Hommes | Classe d’âge | Femmes |
| ------ | ------------ | ------ |
| 0,0    | 90 ou +      | 0,5    |
| 4,6    | 75-89 ans    | 5,3    |
| 13,3   | 60-74 ans    | 17,0   |
| 19,0   | 45-59 ans    | 14,4   |
| 24,6   | 30-44 ans    | 24,5   |
| 13,8   | 15-29 ans    | 13,8   |
| 24,6   | 0-14 ans     | 24,5   |

| Hommes | Classe d’âge | Femmes |
| ------ | ------------ | ------ |
| 0,5    | 90 ou +      | 1,4    |
| 5,3    | 75-89 ans    | 8,1    |
| 14,8   | 60-74 ans    | 16,2   |
| 19,1   | 45-59 ans    | 18,4   |
| 19,5   | 30-44 ans    | 18,7   |
| 20,7   | 15-29 ans    | 19,1   |
| 20,2   | 0-14 ans     | 18     |

## Culture locale et patrimoine

### Lieux et monuments
- Église, motte féodale, chapelles, presbytère

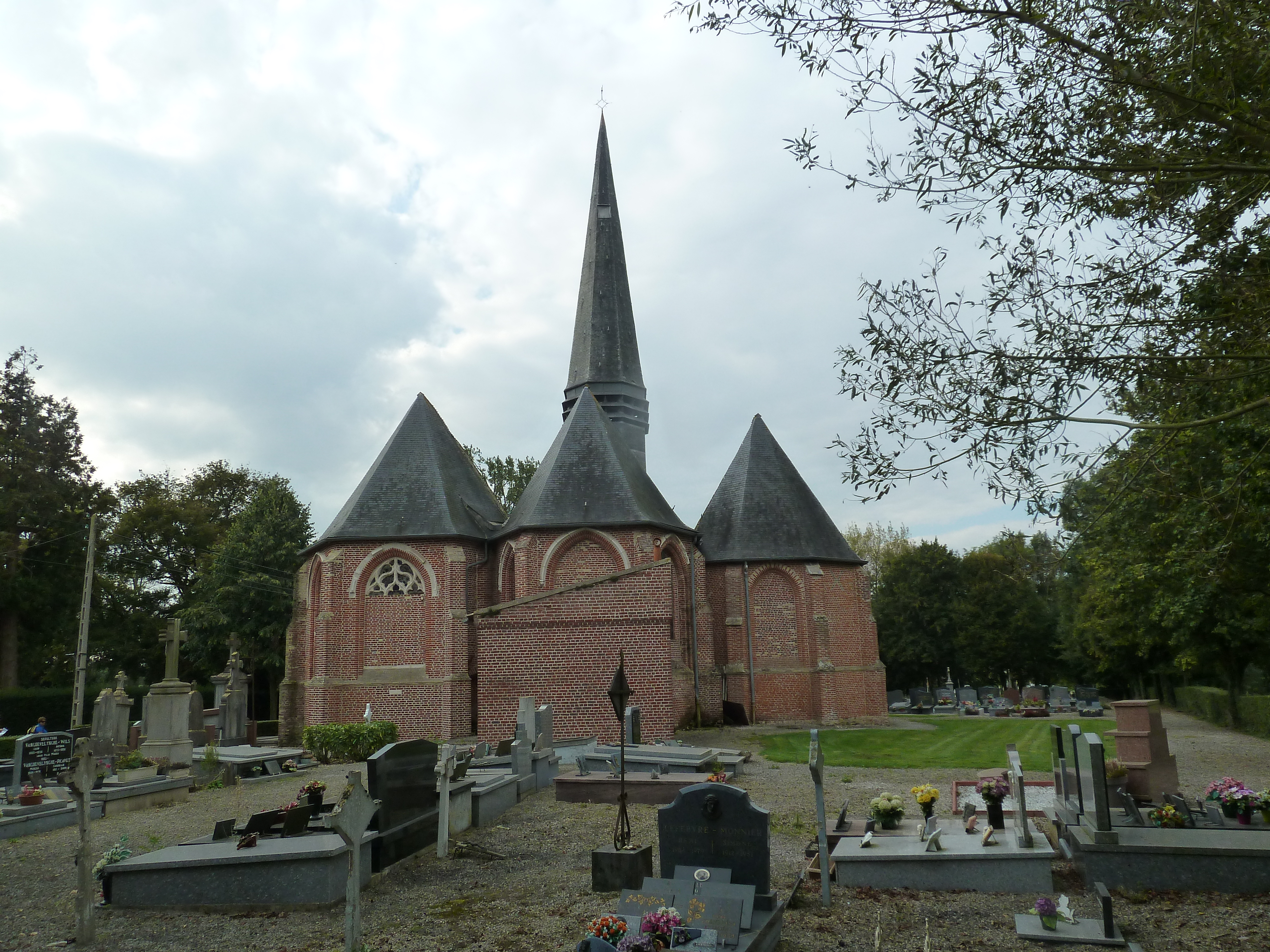
Le chevet de l'église Saint-Omer
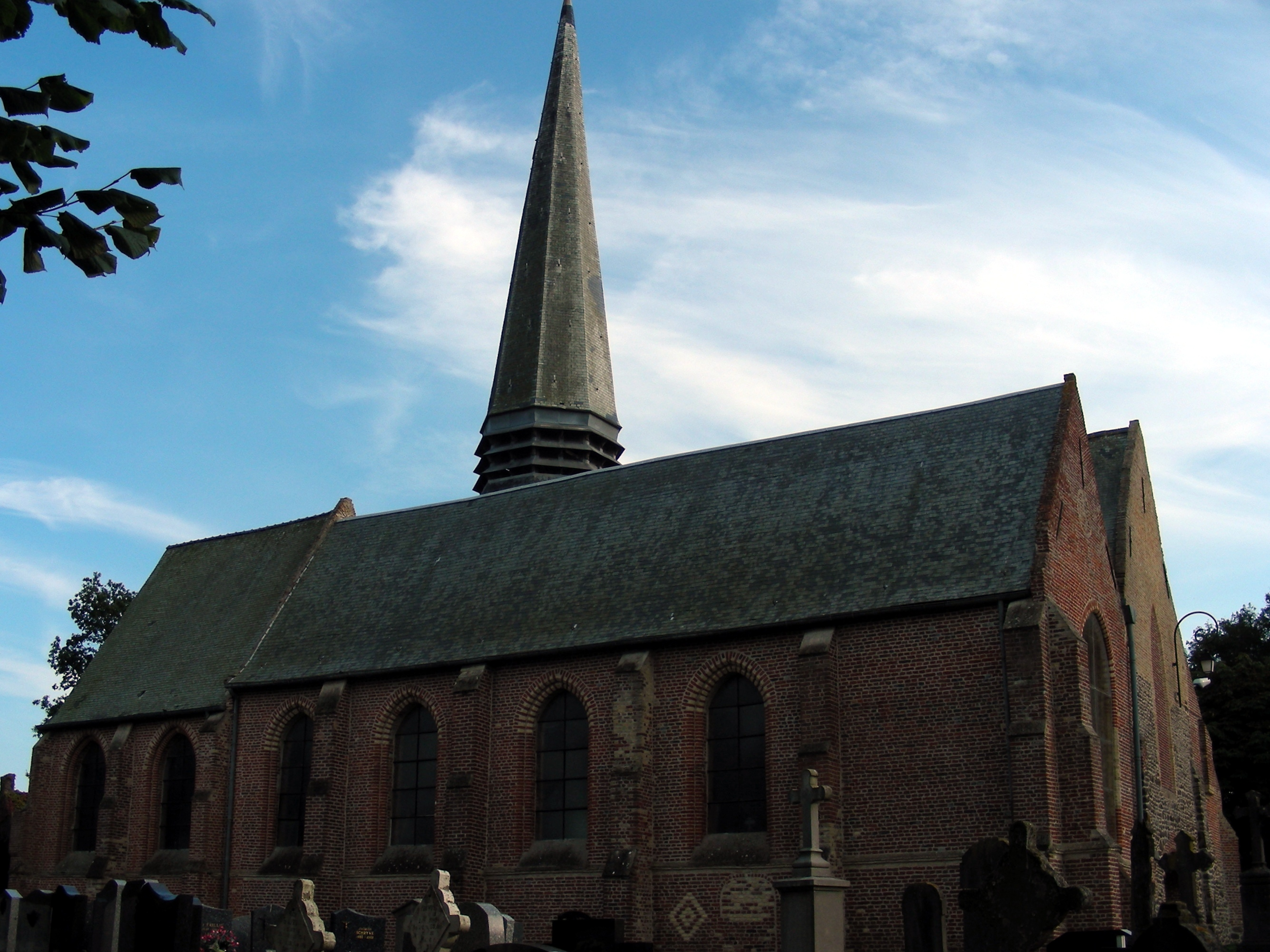
L'église Saint-Omer - Vue générale
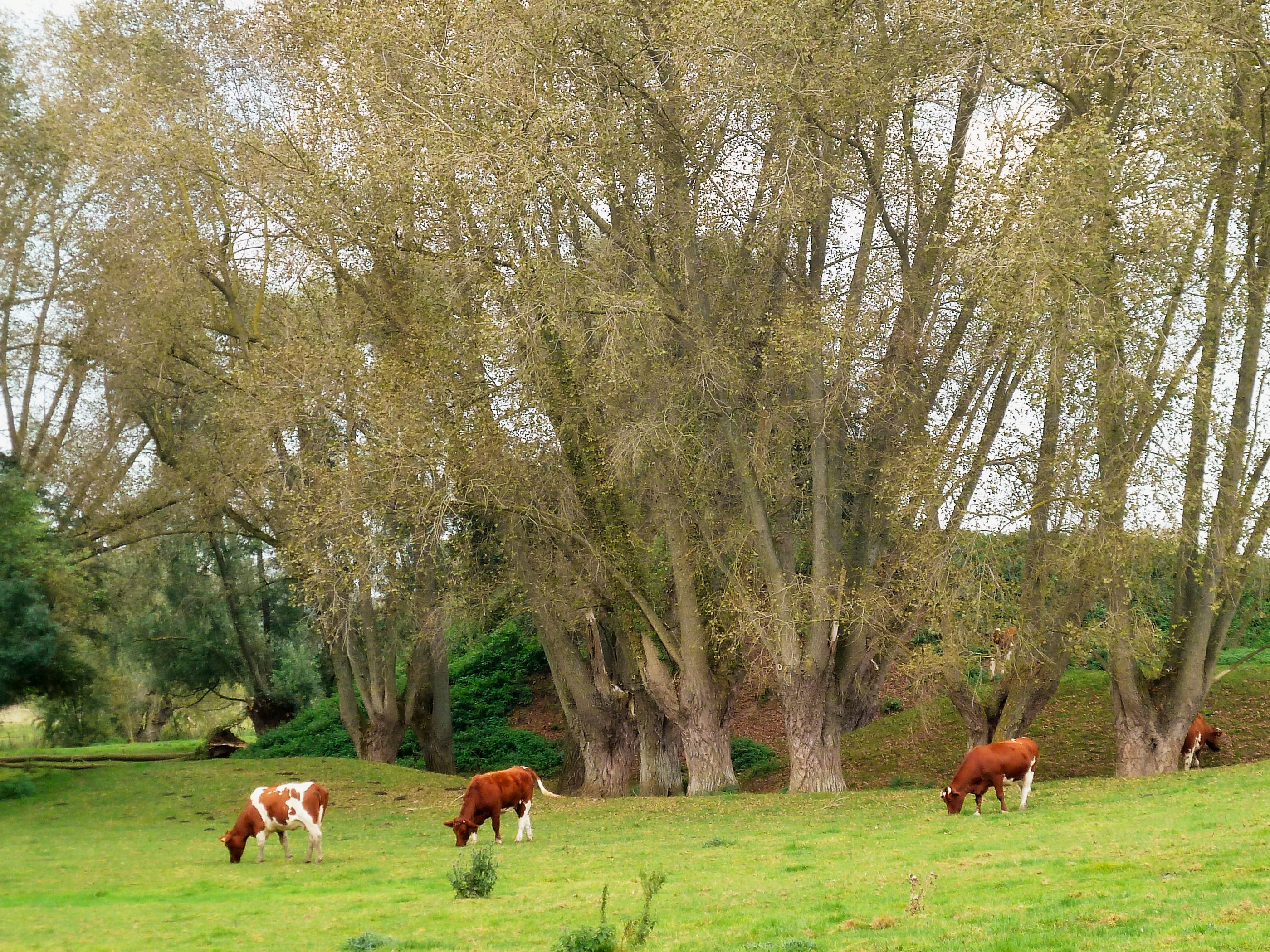
La motte féodale d'Ochtezeele
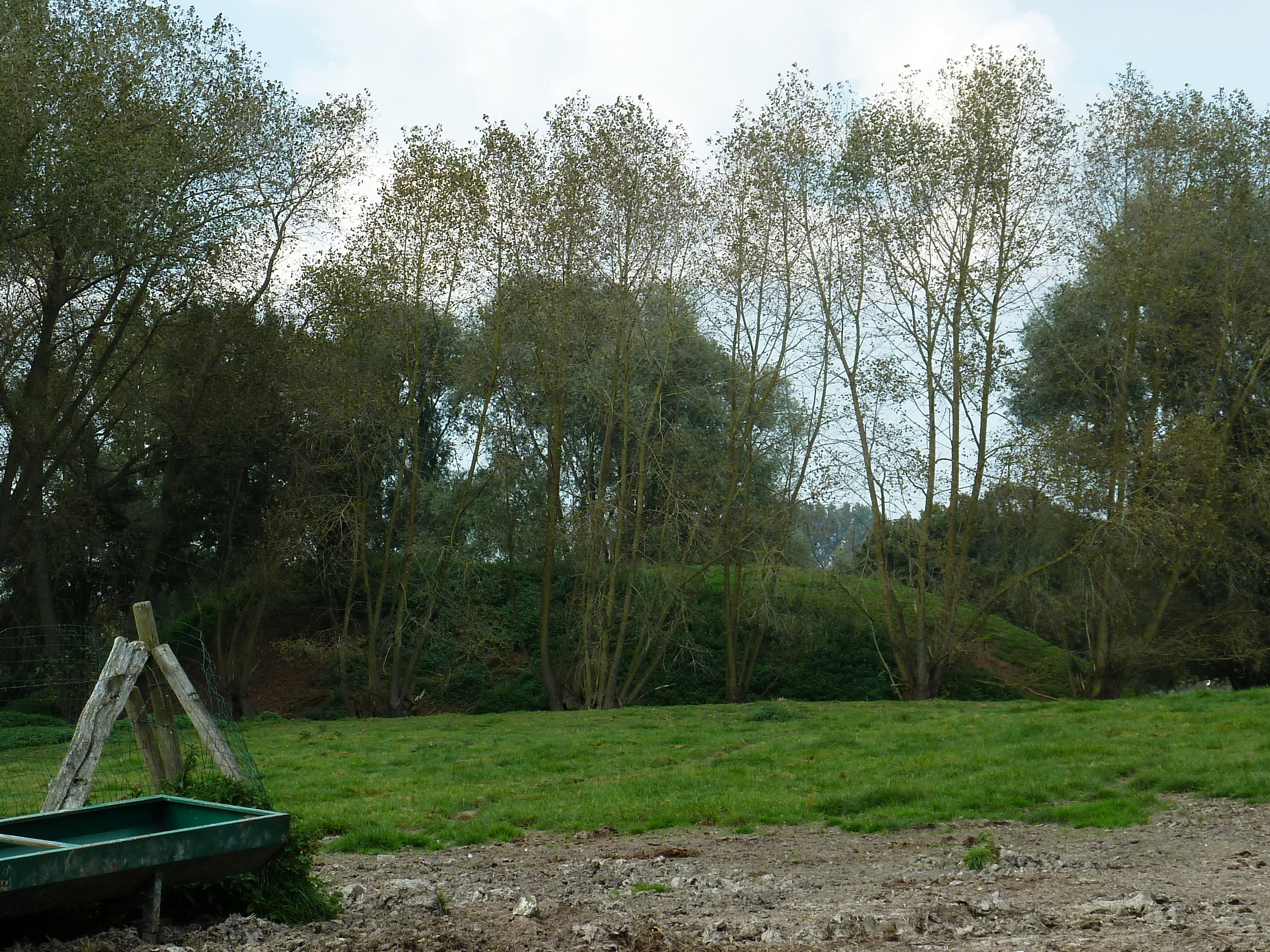
Ochtezeele, la motte féodale
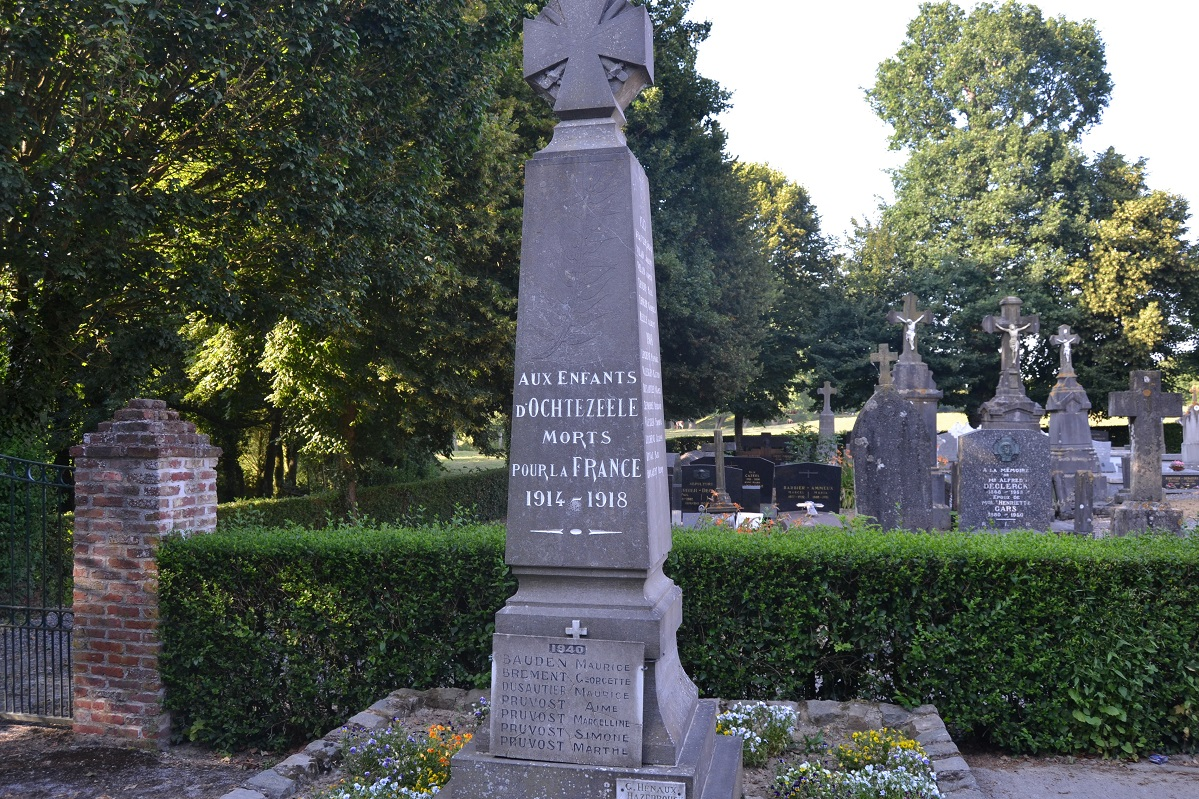
Le monument aux Morts
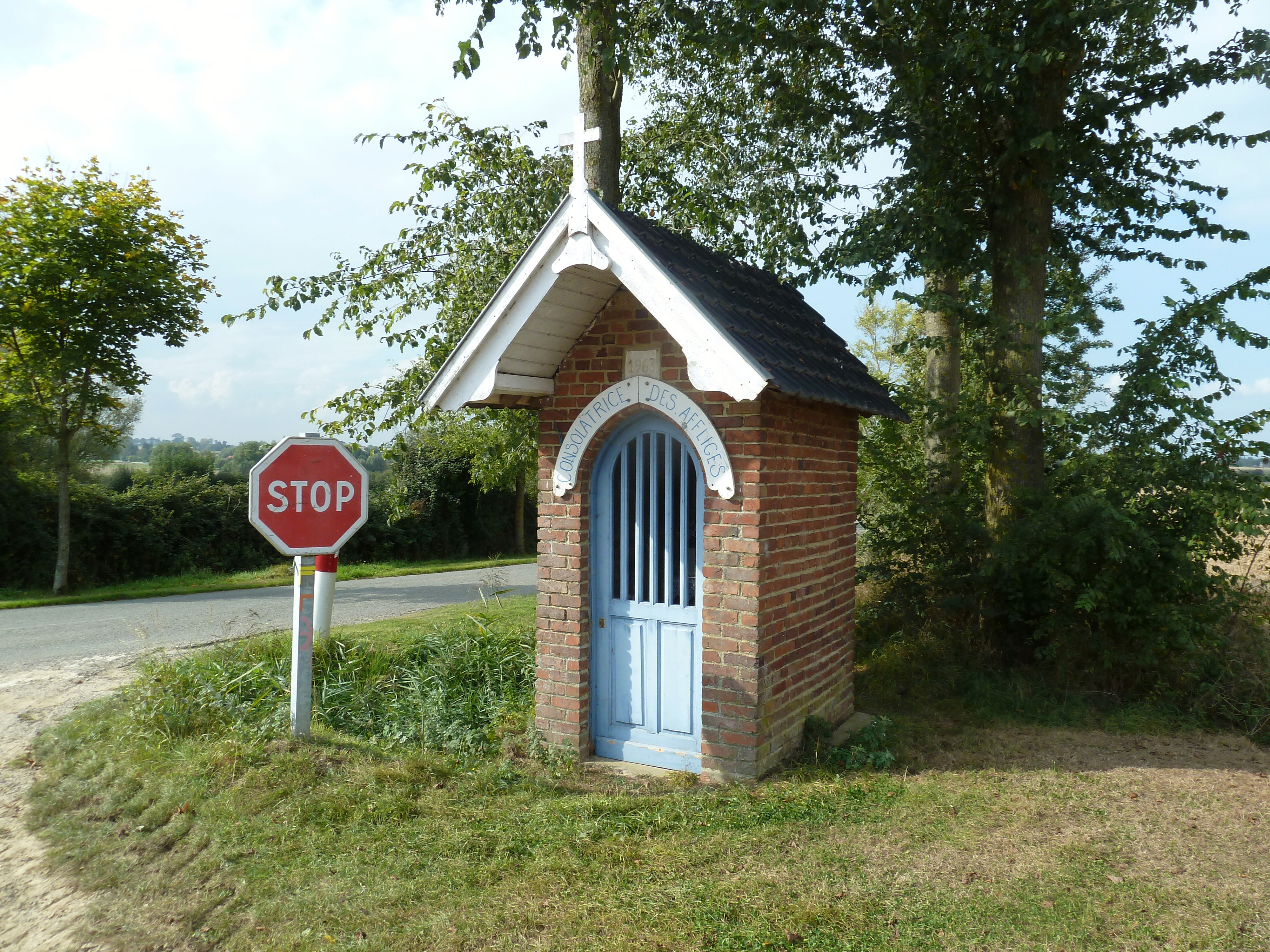
la chapelle à Marie consolatrice des affligés

### Langue flamande
Ochtezeele fait partie des villages où le flamand de France était couramment parlé dans le passé. Afin de préserver cette culture, une expérimentation est lancée en 2007 par le Rectorat de Lille pour assurer un enseignement d'une heure de flamand par semaine, dans les écoles publiques du CE2 au CM2. Les communes de Wormhout, Volckerinckhove et les regroupements pédagogiques intercommunaux de Noordpeene, Buysscheure, Ochtezeele ont accepté d'y participer. L'enseignement fondé sur le volontariat, deux tiers des familles y souscrivent, a été donné par le maire de Wormhout, Frédéric Devos, professeur des écoles, de 2007 à 2019. Celui-ci a pris sa retraite en 2019 et n'a pas été remplacé pour l'année scolaire 2019-2020. Le 2 septembre 2020, il n'y avait pas encore de nomination pour cet enseignement pendant l'année scolaire 2020-2021, malgré les protestations des maires concernés, lesquels constataient le choix de plusieurs familles de scolariser leurs enfants en Belgique. Pour l'année scolaire 2021-2022, un appel à candidature a été lancé par le Rectorat en janvier 2021.

### Héraldique
| Blason de Ochtezeele | Blason  | D'azur à la bande d'argent.                                                                      |
| Blason de Ochtezeele | Détails | Il s'agit des armes de la famille de Nédonchel. Le statut officiel du blason reste à déterminer. |

## Pour approfondir